# Yoel García
Yoel García, född den 25 november 1973 i Nueva Gerona, är en kubansk före detta friidrottare som tävlade i tresteg. 
García deltog vid VM 1995 i Göteborg där han slutade på en femte plats med ett hopp på 17,16. Han deltog även vid Olympiska sommarspelen 1996 i Atlanta där han emellertid inte tog sig vidare till finalen.
Hans stora genombrott kom när han vann guld vid inomhus-VM 1997 i Paris med ett hopp på 17,30. Vid både VM 1997 och vid VM 1999 misslyckades han med att ta sig vidare till finalen. 
Vid Olympiska sommarspelen 2000 blev han silvermedaljör efter ett hopp på 17,47 slagen bara av grenens gigant Jonathan Edwards. Hans sista mästerskap blev VM 2001 där han slutade fyra efter att ha hoppat 17,40.

## Personligt rekord
- Tresteg - 17,47 (inomhus 17,62)